# Очевидное
«Очевидное» (англ. Transparent) — американский комедийно-драматический сериал, созданный Джилл Солоуэй. В центре истории находится еврейская семья из Лос-Анджелеса, отец которых, бывший профессор Морт (Джеффри Тэмбор) совершает каминг-аут как трансгендерная женщина с именем Мора. В сериале также снялись Эми Ландекер, Джей Дюпласс и Гэби Хоффманн в ролях детей, а Джудит Лайт сыграла бывшую жену Моры.
Пилотный эпизод шоу транслировался в рамках второго пилотного сезона Amazon Studios 6 февраля 2014 года и был встречен положительными отзывами критиков. 12 марта 2014 года Amazon.com дал «зелёный свет» на производство полного сезона из десяти эпизодов, премьера которого состоялась в полном объёме 26 сентября 2014 года. 9 октября 2014 года сериал был продлён на второй сезон, премьера которого состоялась в 11 декабря 2015 года. Премьера третьего сезона состоялась 23 сентября 2016 года, и ещё до этого сериал был продлён на четвёртый сезон, который вышел 21 сентября 2017 года. Вскоре после этого сериал был продлён на пятый и финальный сезон.
19 ноября 2017 года Тэмбор объявил, что покидает сериал после двух обвинений в сексуальных домогательствах в свой адрес. Он был официально уволен из сериала 15 февраля 2018 года.

## В ролях

### Основной состав
- Джеффри Тэмбор в роли Моры Пфефферман, бывшего профессора Мортона Пфеффермана, который спустя годы решается открыть своей семье тайну, хранившую долгие годы.
- Эми Ландекер в роли Сары Пфефферман, старшей дочери, которая, будучи замужем за мужчиной, начинает роман со своей школьной подругой.
- Джей Дюпласс в роли Джоша Пфеффермана, среднего ребёнка и успешного музыкального продюсера с беспорядочными сексуальными связями с женщинами.
- Гэби Хоффманн в роли Эйли Пфефферман, безработной младшей дочери.
- Джудит Лайт в роли Шелл Пфефферман, бывшей жены Моры и матери Сары, Джоша и Али.

### Второстепенный состав
- Мелора Хардин в роли Тэмми Кэшман, любовницы Сары.
- Роб Хабел в роли Лина Новака, мужа Сары и отца её детей.
- Александра Биллингс в роли Давины, трансгендерной подруги Моры.
- Лоуренс Прессман в роли Эда, мужа Шелли.
- Кэрри Браунштейн в роли Сидни Фельдман.
- Кэтрин Хан в роли рэбби Ракель Файн, раввина и подруги Джоша.
- Брэдли Уитфорд в роли Марси, друг-кроссдрессер Моры.
- Микаэла Уоткинс в роли Конни.
- Кирси Клемонс в роли Софии, дочери Тэмми.
- Эбби Райдер Фортсон в роли Эллы Новак.
- Джейсон Мандзукас в роли доктора Стива.
- Черри Джонс в роли лесбиянки-поэтессы и профессора Эйли.
- Хари Неф в роли Гиттель.
- Бретт Пайсел в роли Риты Холт.
- Закари Артур в роли Зака Новака.

## Реакция
Дебютировав в самый разгар старта сезона на широковещательном телевидении, сериал веб-сервиса Amazon добился значительного внимания со стороны критиков. На Rotten Tomatoes собрал 98 процентов положительных отзывов на основе 51 рецензий. Проект был выдвинут в трёх категориях на премию Гильдии сценаристов США, а также в двух на «Золотой глобус», забрав на церемонии обе награды. Сериал, таким образом, стал первым проектом Amazon, который номинировался на основные награды в индустрии.